# Brett Myers
Pour les articles homonymes, voir Myers.
Brett Allen Myers (né le 17 août 1980 à Jacksonville, Floride, États-Unis) est un lanceur droitier des Indians de Cleveland dans les Ligues majeures de baseball.
Il commence sa carrière en 2002 et joue avec les Phillies de Philadelphie jusqu'en 2009, remportant avec eux la Série mondiale 2008. Il s'aligne par la suite pour les Astros de Houston, les White Sox de Chicago et les Indians.

## Carrière

### Débuts
Brett Myers joue au baseball au collège d'Englewood, à Jacksonville, en Floride. Là-bas, il conserve en 1999 un dossier de 8-2 avec une moyenne de points mérités de 0,80 et 131 retraits au bâton en 78 manches lancées. Myers est aussi un ancien boxeur amateur.
Myers est le premier choix des Phillies de Philadelphie à la draft de 1999.

### Phillies de Philadelphie

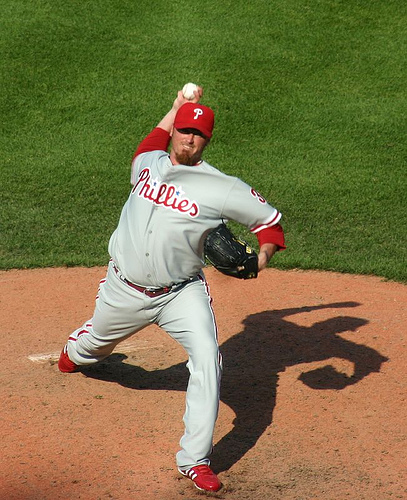
Brett Myers avec les Phillies.

Lanceur droitier, Brett Myers remporte 10 victoires ou plus dans 5 de ses 7 saisons avec les Phillies, établissant son sommet personnel en 2003 avec 14 gains. Il établit une marque personnelle avec une moyenne de points mérités de 3,72 en 2005, saison où sa fiche victoires-défaites fut de 13-8.
En 2007, les Phillies décident de le convertir en lanceur de relève. Il devient le stoppeur de l'équipe et enregistre 21 sauvetages.
De retour dans la rotation de lanceurs partants en 2008, il présente un dossier perdant (10-13) pour la deuxième fois de sa carrière.
Myers lance en séries éliminatoires durant trois saisons consécutives pour les Phillies, de 2007 à 2009. Il participe à la conquête de la Série mondiale 2008 par Philadelphie : après avoir enregistré une victoire dans chacune des deux premières rondes éliminatoires (la Série de divisions contre Milwaukee et la Série de championnat face aux Dodgers), il écope de la seule défaite de son club en grande finale contre les Rays de Tampa Bay. Il lance un total d'une manche et deux tiers dans les éliminatoires de l'année suivante, dont une présence d'une manche en Série mondiale 2009, que les Phillies perdent face aux Yankees de New York.

### Astros de Houston
En janvier 2010, Myers s'entend avec les Astros de Houston pour un contrat d'un an à 5 millions de dollars assorti d'une année d'option et de bonus à la performance.
Il mène les Astros en 2010 avec 14 victoires contre 8 défaites. Il a de plus une brillante moyenne de points mérités de 3,14, la meilleure chez les partants de l'équipe, en 223 manches et deux tiers lancées dans ses 33 départs. Il réussit deux matchs complets. Pour la première fois de sa carrière, il est considéré pour le trophée Cy Young du meilleur lanceur de la Ligue nationale et il termine au 10e rang du vote qui désigne Roy Halladay, des Phillies, comme lauréat.
En 2011, alors que Houston connaît une horrible saison de 106 défaites, Myers affiche un dossier victoires-défaites négatif de 7-14 et une moyenne de points mérités de 4,46 en 216 manches au monticule. Il lance deux parties complètes.
Il est assigné à l'enclos de relève par les Astros au début de la saison 2012. Myers présente une moyenne de points mérités de 3,52 en 30 manches et deux tiers, avec 19 sauvetages pour Houston en 2012 avant d'être échangé.

### White Sox de Chicago
Le 21 juillet 2012, les Astros échangent Myers aux White Sox de Chicago en retour du lanceur droitier Matt Heidenreich et du gaucher Blair Walters, tous deux joueurs des ligues mineures, ainsi qu'un autre joueur à être nommé plus tard. En 35 parties en relève pour Chicago, sa moyenne s'élève à 3,12 avec trois victoires et quatre défaites. Il conclut 2012 avec une moyenne de 3,31 en 65 manches et un tiers lancées lors de 70 parties au total pour deux équipes, et trois victoires en onze décisions.

### Indians de Cleveland
Le 4 janvier 2013, Brett Myers signe un contrat d'un an à sept millions de dollars plus une année d'option avec les Indians de Cleveland

## Vie personnelle
Brett Myers est marié à Kim Wickman depuis septembre 2002. Le 23 juin 2006, il est arrêté pour avoir frappé son épouse d'un coup de poing lors d'une altercation au centre-ville de Boston, Massachusetts. Après son arrestation, l'athlète plaide non coupable. Trente-six heures après son arrestation, il effectue un départ comme prévu contre les Red Sox. La foule du Fenway Park de Boston réagit en huant le lanceur et la direction des Phillies de Philadelphie est critiquée pour ne pas avoir retiré le joueur de l'alignement.
Dans une audience préliminaire le 5 octobre, Kim Myers indique que le couple avait consommé de l'alcool le 23 juin à Boston et qu'elle ne souhaitait pas que son mari soit poursuivi pour son geste. Malgré l'insistance du procureur, les procédures contre Brett Myers sont abandonnées.

## Statistiques
| Saison | Équipe       | G   | GS  | CG | SHO | V  | D  | SV | IP     | SO   | ERA  |
| ------ | ------------ | --- | --- | -- | --- | -- | -- | -- | ------ | ---- | ---- |
| 2002   | Philadelphie | 12  | 12  | 1  | 0   | 4  | 5  | 0  | 72.0   | 34   | 4,25 |
| 2003   | Philadelphie | 32  | 32  | 1  | 1   | 14 | 9  | 0  | 193.0  | 143  | 4,43 |
| 2004   | Philadelphie | 32  | 31  | 1  | 1   | 11 | 11 | 0  | 176.0  | 116  | 5,52 |
| 2005   | Philadelphie | 34  | 34  | 2  | 0   | 13 | 8  | 0  | 215.1  | 208  | 3,72 |
| 2006   | Philadelphie | 31  | 31  | 1  | 0   | 12 | 7  | 0  | 198.0  | 189  | 3,91 |
| 2007   | Philadelphie | 51  | 3   | 0  | 0   | 5  | 7  | 21 | 68.2   | 83   | 4,33 |
| 2008   | Philadelphie | 30  | 30  | 2  | 1   | 10 | 13 | 0  | 190.0  | 163  | 4,55 |
| 2009   | Philadelphie | 18  | 10  | 0  | 0   | 4  | 3  | 0  | 70.2   | 50   | 4,84 |
| 2010   | Houston      | 33  | 33  | 2  | 0   | 14 | 8  | 0  | 223.2  | 180  | 3,14 |
| Totaux | Totaux       | 273 | 216 | 10 | 3   | 87 | 71 | 21 | 1407.1 | 1166 | 4,20 |

| Saison | Équipe       | G | GS | CG | SHO | V | D | SV | IP   | SO | ERA  |
| ------ | ------------ | - | -- | -- | --- | - | - | -- | ---- | -- | ---- |
| 2007   | Philadelphie | 2 | 0  | 0  | 0   | 0 | 0 | 0  | 1.1  | 3  | 0,00 |
| 2008   | Philadelphie | 3 | 3  | 0  | 0   | 2 | 1 | 0  | 19.0 | 12 | 5,21 |
| 2009   | Philadelphie | 2 | 0  | 0  | 0   | 0 | 0 | 0  | 1.2  | 2  | 5,39 |
| Totaux | Totaux       | 7 | 3  | 0  | 0   | 2 | 1 | 0  | 22.0 | 17 | 4,50 |

Note : G = Matches joués ; GS = Matches comme lanceur partant ; CG = Matches complets ; SHO = Blanchissages ; 
V = Victoires ; D = Défaites ; SV = Sauvetages ; IP = Manches lancées ; SO = Retraits sur des prises ; ERA = Moyenne de points mérités.